# Natalka Poltavka (opera)

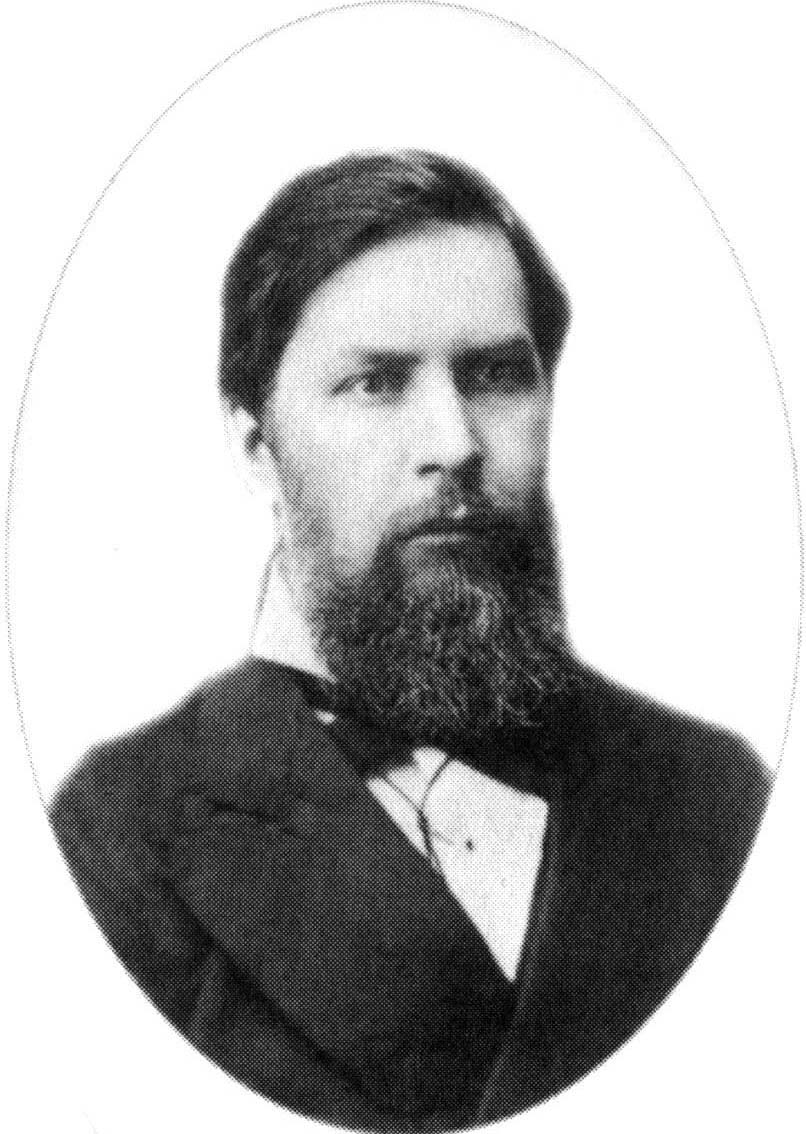
Mykola Lysenko

Natalka Poltavka (Natalka från Poltava) är en opera i tre akter med musik av den ukrainska kompositören Mykola Lysenko, efter pjäsen Natalka Poltavka (1819) av Ivan Kotljarevskyj.

## Historia
Originalversionen av Kotljarevskyjs pjäs från 1819 innehöll en rad ukrainska folksånger vilka sjöngs vid olika tillfällen genom verket. Den första kända musikaliska bearbetningen av pjäsen gjordes av musikern A. Barsytskij från Charkiv och publicerades 1833. Vid samma tid uppfördes pjäsen, med M. Sjtjepkin som Vyborny, i Moskva med arrangerad musik av förste violinisten, och sedermera dirigenten, A. Gurianov. Senare arrangemang gjordes av A. Jedlitjka, M. Vasiliev med flera. 

## Lysenkos version
Lysenko började med verket 1864 men la det åt sidan då han saknade erfarenhet att skriva för operascenen. Hans version från 1889 överskuggade alla tidigare versioner av verket. Lysenko använde sig av originalsångerna från pjäsen, förlängde dem och skrev orkesterackompanjemang till pjäsens folksånger och folkdanser. Han utökade den musikaliska grunden och skapade bakgrundsmusik till vissa delar. Sångerna omformades till arior och en ouvertyr och mellanaktsmusik lades till, allt enligt Kotljarevskyjs anda i pjäsen. Trots att Lysenkos version vanligtvis benämns såsom opera, är den mer lik en opéra-comique, då den innehåller långa passager av talad dialog.
Försök gjorde att omvandla verket till en "Grand Opéra" med ytterligare musik av V. Iorisj men utan framgång. Kievs statsopera använder Lysenkos originalversion.

## Föreställningar
Operan framfördes första gången i Odessa (på ryska) den 12/24 november 1889.
En tidig uttolkare av rollen som Mykola var Fjodor Stravinskij, fader till kompositören Igor Stravinskij.
Operan har framförts av Ukrainska Statsoperan sedan 1925, samt av Operastudion vid Kievs musikkonservatorium sedan Andra världskriget.

## Handling

### Akt I
Natalka inväntar sin fästman Petro, som arbetar utomlands. Den rike landägaren Voznij ser henne och ber Vibornij att ta kontakt med henne å hans vägar.

### Akt II
Vibornij övertalar Natalkas moder Terpilicha, att hennes dotter borde gifta sig med den rike Voznij, snarare än att invänta Petros ovissa hemkomst. Byflickorna förbereder Natalka för bröllopet men hon är inte lycklig.

### Akt III
Petro återvänder: Mykola berättar för honom om Natalkas förlovning. Natalka säger till Petro att hon endast älskar honom. Terpilicha protesterar och Petro överväger att lämna byn om det kan lindra känslorna. Rörd av hans uppoffring drar Voznij tillbaka sitt frieri och allt slutar lyckligt..

## Filmbearbetning
Lysenkos opera gjordes till en spelfilm som hade premiär i Ukraina den 24 december 1936. Den var regisserad av Ivan Kavaleridze och var den första filmbearbetning av en opera som gjordes i det forna Sovjetunionen.